# Józef Dubiński (oficer)
Józef Dubiński (ur. 10 grudnia 1896 w Klimkówce, zm. wiosna 1940 w Charkowie) – kapitan administracji (piechoty) Wojska Polskiego, ofiara zbrodni katyńskiej.

## Życiorys
Urodził się w Klimkówce, w rodzinie Antoniego i Katarzyny z Penarów.
1 czerwca 1915 w Krakowie, jako jednoroczny ochotnik wstąpił do 18 Pułku Piechoty Obrony Krajowej. W październiku tego roku został wzięty do rosyjskiej niewoli, a po zwolnieniu służył w szeregach 5 Dywizji Strzelców Polskich. W stopniu podporucznika był przydzielony do Dowództwa szkoły oficerskiej. Dostał się do bolszewickiej niewoli, z której zbiegł i 22 października 1920 przez linię frontu powrócił do kraju.
W Wojsku Polskim służył w 2 pułku syberyjskim (przemianowanym na 83 pułk piechoty), a następnie w 16 pułku piechoty w Tarnowie i 7 pułku piechoty Legionów w Chełmie. 27 stycznia 1930 został mianowany kapitanem ze starszeństwem z 1 stycznia 1930 i 32. lokatą w korpusie oficerów piechoty. W 1937 został przeniesiony do korpusu oficerów administracji, grupa administracyjna. W marcu 1939 był komendantem 8 Obwodu Przysposobienia Wojskowego przy 7 pp Leg. i równocześnie dowódcą Chełmskiego Batalionu Obrony Narodowej.
W czasie kampanii wrześniowej 1939 dowodził Chełmskim Batalionem ON. Wziął udział w obronie Lwowa, w czasie której został ranny 17 września. Dwa dni później został wyznaczony na stanowisko I adiutanta pułku piechoty Góra Stracenia. Po agresji ZSRR na Polskę i kapitulacji załogi Lwowa został aresztowany przez Sowietów. Był przetrzymywany w obozie w Starobielsku. Wiosną 1940 wraz z innymi jeńcami osadzonymi w Starobielsku został przewieziony do Charkowa i zamordowany przez funkcjonariuszy Obwodowego Zarządu NKWD w Charkowie oraz pracowników NKWD przybyłych z Moskwy na mocy decyzji Biura Politycznego KC WKP(b) z 5 marca 1940. Pogrzebano go potajemnie w bezimiennej mogile zbiorowej w Piatichatkach, gdzie od 17 czerwca 2000 mieści się oficjalnie Cmentarz Ofiar Totalitaryzmu w Charkowie. Figuruje na Liście Starobielskiej NKWD, pod poz. 975.
Józef Dubiński był żonaty z Jadwigą z Korsaków, z którą miał syna i trzy córki.

## Ordery i odznaczenia
- Krzyż Walecznych[6]
- Medal Niepodległości[6]
- Srebrny Krzyż Zasługi[6]
- Medal Pamiątkowy za Wojnę 1918–1921 „Polska Swemu Obrońcy”
- Medal Dziesięciolecia Odzyskanej Niepodległości

## Upamiętnienie
- 5 października 2007 minister obrony narodowej Aleksander Szczygło mianował go pośmiertnie na stopień majora[13][14][15]. Awans został ogłoszony 9 listopada 2007 w Warszawie, w trakcie uroczystości „Katyń Pamiętamy – Uczcijmy Pamięć Bohaterów”[16][17][18].
- 14 kwietnia 2012, w ramach akcji „Katyń... pamiętamy” / „Katyń... Ocalić od zapomnienia”, przy cmentarzu rzymskokatolickm parafii św. Wawrzyńca w Rymanowie został zasadzony Dąb Pamięci honorujący Józefa Dubińskiego[19][20][21].